# Madalena e Samaiões
Madalena e Samaiões (oficialmente: União das freguesias da Madalena e Samaiões) é uma freguesia portuguesa do município de Chaves, com 13,99 km² de área e 2416 habitantes (censo de 2021). A sua densidade populacional é 172,7 hab./km².

## História
Foi constituída em 2013, no âmbito de uma reforma administrativa nacional, pela agregação da antiga freguesia de Madalena, onde se situa a sua sede, e a maior parte da antiga freguesia Samaiões; a pequena parte do território desta última situado na margem direita do rio Tâmega foi transferida para a freguesia de  Santa Maria Maior.

## Demografia
A população registada nos censos foi:
| Distribuição da População por Grupos Etários | Distribuição da População por Grupos Etários | Distribuição da População por Grupos Etários | Distribuição da População por Grupos Etários | Distribuição da População por Grupos Etários | Distribuição da População por Grupos Etários |
| -------------------------------------------- | -------------------------------------------- | -------------------------------------------- | -------------------------------------------- | -------------------------------------------- | -------------------------------------------- |
| Antes da agregação                           |                                              |                                              |                                              |                                              |                                              |
| Ano                                          | 0-14 anos                                    | 15-24 anos                                   | 25-64 anos                                   | >= 65 anos                                   | Total                                        |
| 2001                                         | 474                                          | 509                                          | 1765                                         | 609                                          | 3357                                         |
| 2011                                         | 341                                          | 300                                          | 1520                                         | 739                                          | 2900                                         |
| Após a agregação                             |                                              |                                              |                                              |                                              |                                              |
| Ano                                          | 0-14 anos                                    | 15-24 anos                                   | 25-64 anos                                   | >= 65 anos                                   | Total                                        |
| 2021                                         | 224                                          | 190                                          | 1115                                         | 887                                          | 2416                                         |